# Archontophoenix myolensis
Espèce
Statut de conservation UICN

 VU C2a : Vulnérable
Archontophoenix myolensis est une espèce de plantes de la famille des Arecaceae.

## Publication originale
- Austrobaileya 4: 237. 1994.